# Ectobius ticinus
Ectobius ticinus är en kackerlacksart som beskrevs av Bohn 2004. Ectobius ticinus ingår i släktet Ectobius och familjen småkackerlackor.
Artens utbredningsområde är Schweiz. Inga underarter finns listade i Catalogue of Life.